# Sheng Jiang
Sheng Jiang (chiń. 盛江; ur. 25 marca 1983) – chiński zapaśnik w stylu klasycznym. Trzykrotny olimpijczyk. Brązowy medalista z Pekiniu 2008, po dyskwalifikacji Vitalija Rəhimova. Zajął trzynaste miejsce w Atenach 2004 i dziesiąty w Londynie 2012 (kategoria 60 kg). Walczył w kategoriach 55 – 60 kg.
Trzykrotny uczestnik mistrzostw świata, jedenasty w 2007. Drugi na igrzyskach azjatyckich w 2006. Zdobył trzy medale na mistrzostwach Azji, złoto w 2010 roku.